# 陈诗圣杯
陈诗圣杯，又称陈诗圣杯男子篮球邀请赛，是马来西亚居銮篮球总会自2015年起每年固定举办的篮球比赛。举办此赛事的目的是为了纪念已故的居銮中华中学前校长陈诗圣，并以他的名字命名。举办地点位于居銮中华二小的陈诗圣篮球场。2020年至2022年连续三年因疫情缘故而暂停举办，直至2023年才获得重办。2016年和2018年的冠军由新加坡新华体育会获得。

## 背景
2013年12月25日，曾担任居銮篮球总会会长的居銮中华中学前校长陈诗圣因车祸过世，享年77岁。他因生前积极推动篮球运动而受到各界的赞扬。
2014年8月18日，居銮篮球总会会长叶庆南宣布，该会已决定举办“陈诗圣纪念杯”篮球比赛，而这预计是一项为期10至20年的比赛，估计需要20万令吉的经费。

## 2015年
2015年4月26日，第一届陈诗圣杯男子篮球邀请赛正式开幕。居銮篮球总会会长叶庆南致开幕词时指出，尽管陈诗圣已逝世，但居銮各阶层人士仍怀念他对居銮华社、华教及蓝运的贡献，因而集中力量主办纪念陈诗圣的球赛。

## 2016年
第二届陈诗圣杯男子篮球邀请赛于2016年9月3日至9月11日举行，共有5支球队参与。

## 2017年
第三届陈诗圣杯男子篮球邀请赛于2017年4月22日至4月30日举行，共有6支球队参与。冠军由大马挑选队蓝夺得。

## 2018年
第四届陈诗圣杯男子篮球邀请赛于2018年4月13日至4月22日举行，共有6支球队参与。

## 2019年
第五届陈诗圣杯男子篮球邀请赛于2019年5月10日至5月19日举行，共有7支球队参与，由居銮国会议员黄书琪开幕。在5月19日的决赛中，森美兰金群利以76比69惊险取胜红男爵，拿下陈诗圣杯冠军宝座。比赛结束后，由陈诗圣之女陈书佩颁发奖励给各队，这是金群利首次受邀参加陈诗圣杯邀请赛，即夺下冠军。 
- 冠军：森美兰金群利一队
- 亚军：吉隆坡红男爵
- 季军：新山光辉
- 殿军：台湾东山高中

## 2023年
第六届陈诗圣杯男子篮球邀请赛于2023年4月5日至4月9日一连5天举行，共有3支马来西亚、2支新加坡及1支台湾世新大学队参与，吸引超过1000名球迷观赛。在4月9日的决赛中，森美兰金群利金鹿以77比67打败了主队柔佛南虎，再次成功卫冕陈诗圣杯。